# Jan Chlebowski (działacz turystyczny)
Jan Chlebowski (ur. 16 czerwca 1928 w Rakułowie k/Włocławka, zm. 9 czerwca 1994 w Łodzi) – inżynier budownictwa lądowego, działacz studencki, działacz turystyczny, członek władz PTTK w Łodzi.

## Wykształcenie i praca zawodowa
Absolwent Politechniki Łódzkiej. Pracował najpierw w firmie "PROZAMET", a następnie od roku 1957 aż do przejścia na emeryturę w 1993 w Biurze Projektowania Urządzeń Technologicznych "PROTECH".

## Działalność społeczna
Jeszcze podczas studiów na Politechnice Łódzkiej rozpoczął działalność społeczną, i tam w latach 1951-1954 pełnił funkcję kierownika kulturalno – oświatowego w Komitecie Uczelnianym Zrzeszenia Studentów Polskich (ZSP), a następnie wiceprzewodniczącego do spraw kulturalno-oświatowych, turystyki i wczasów.

## Pozazawodowa działalność społeczna w PTTK
Najpełniej realizował się w działalności turystyczno-krajoznawczej w ramach PTTK.
Początkowo uprawiał turystykę w strukturach Polskiego Towarzystwa Krajoznawczego (PTK). Od 1951 został członkiem PTTK (utworzonego przez połączenie Polskiego Towarzystwa Tatrzańskiego z Polskim Towarzystwem Krajoznawczym, w Łodzi w 1951) i działaczem PTTK w dziedzinie turystyki motorowej. Przodownik Turystyki Motorowej od 1958.
Pełnił szereg funkcji we władzach PTTK w Łodzi, a mianowicie: wiceprezesa Zarządu Oddziału, prezesa Zarządu Oddziału w latach 1976–1980, członka, a następnie przewodniczącego Oddziałowej Komisji Rewizyjnej w latach 1984–1993, skarbnika Zarządu Wojewódzkiego w latach 1985–1989 i skarbnika Zarządu Oddziału Łódzkiego w latach 1993-1994.
W latach 1986–1990 z dużym zaangażowaniem prowadził prace adaptacyjne i kierował robotami remontowymi i renowacyjnymi zabytkowego obiektu – willi Wilhelma Teschemachera przy ul. S. Wigury 12a, na przyszłą siedzibę Zarządu Wojewódzkiego PTTK. Pełnił tam znaczącą funkcję specjalisty do spraw remontu.

## Odznaczenia i wyróżnienia
- Złoty Krzyż Zasługi,
- Krzyż Kawalerski Orderu Odrodzenia Polski,
- Złota Odznaka „Zasłużony Działacz Turystyki” i wiele innych turystycznych.